# Trappistinnenkloster Boa Vista
Das Trappistinnenkloster Boa Vista, offizieller Name Mosteiro Trapista Nossa Senhora da Boa Vista, ist ein 2009 gegründetes Kloster der Trappistinnen in Rio Negrinho im Erzbistum Joinville in Brasilien.

## Geschichte
Die chilenische Trappistinnenabtei Quilvo gründete 2009 im brasilianischen Bundesstaat Santa Catarina unweit Rio Negrinho das Nonnenkloster Nossa Senhora da Boa Vista (Unserer Lieben Frau von der Schönen Aussicht), das 2018 zum Priorat erhoben wurde. Gründungsbischof war Irineu Roque Scherer. Das Kloster liegt in einer vielfach deutsch geprägten Gegend. Es steht unter der Aufsicht der relativ nahen Trappistenabtei Novo Mundo.
Oberinnen:
- Liliana Schiano (2009–)